# Dirk Sanders (attore)
Dirk Sanders talvolta citato anche come Dick Sanders, all'anagrafe Van Hoogstraten Dirk Hans (Bogor, 24 dicembre 1933 – Parigi, 25 luglio 2002) è stato un ballerino, attore e coreografo francese, oltre che regista cinematografico verso la fine della sua carriera.

## Biografia
Studiò danza in Germania dal 1950 al 1952 con il coreografo Kurt Jooss trasferendosi poi a Parigi dove entrò nel balleto di Maurice Béjart e di Roland Petit.
Partecipò alla coreografia di Le notti bianche, di Luchino Visconti (1957), dove apparve anche come danzatore.
Attraverso la danza lavorò anche al cinema e in televisione.

## Filmografia
Attore, ballerino
- 1960 : 1-2-3-4 ou Les collants noirs di Terence Young
- 1961 : Vita privata di Louis Malle
- 1962 : Le navire étoile, telefilm di Alain Boudet su E. C. Tubb
- 1963 : 
  - Le tout pour le tout di Patrice Dally
  - Blague dans le coin di Maurice Labro
- 1965 : Pierrot le fou, di Jean-Luc Godard

Regista
- 1967 : Se sarai estremamente gentile con me..., con Frédéric de Pasquale, Karen Blanguernon, Leslie Bedos, Jean Moussy, Victor Lanoux, René Goliard...

Realizzò anche documentari, cortometraggi e serie televisive sulla danza come:
- Le Chat botté, con Patrick Dupond
- biografia della coreografa Janine Charrat
- Carmen di Roland Petit, con Zizi Jeanmaire
- un ritratto di Zizi Jeanmaire
- Les Enfants de la danse[4]

## Teatro
- 1965: Le Boy friend di Sandy Wilson, messo in scena con Jean-Christophe Averty, Théâtre Antoine